# Cavorite

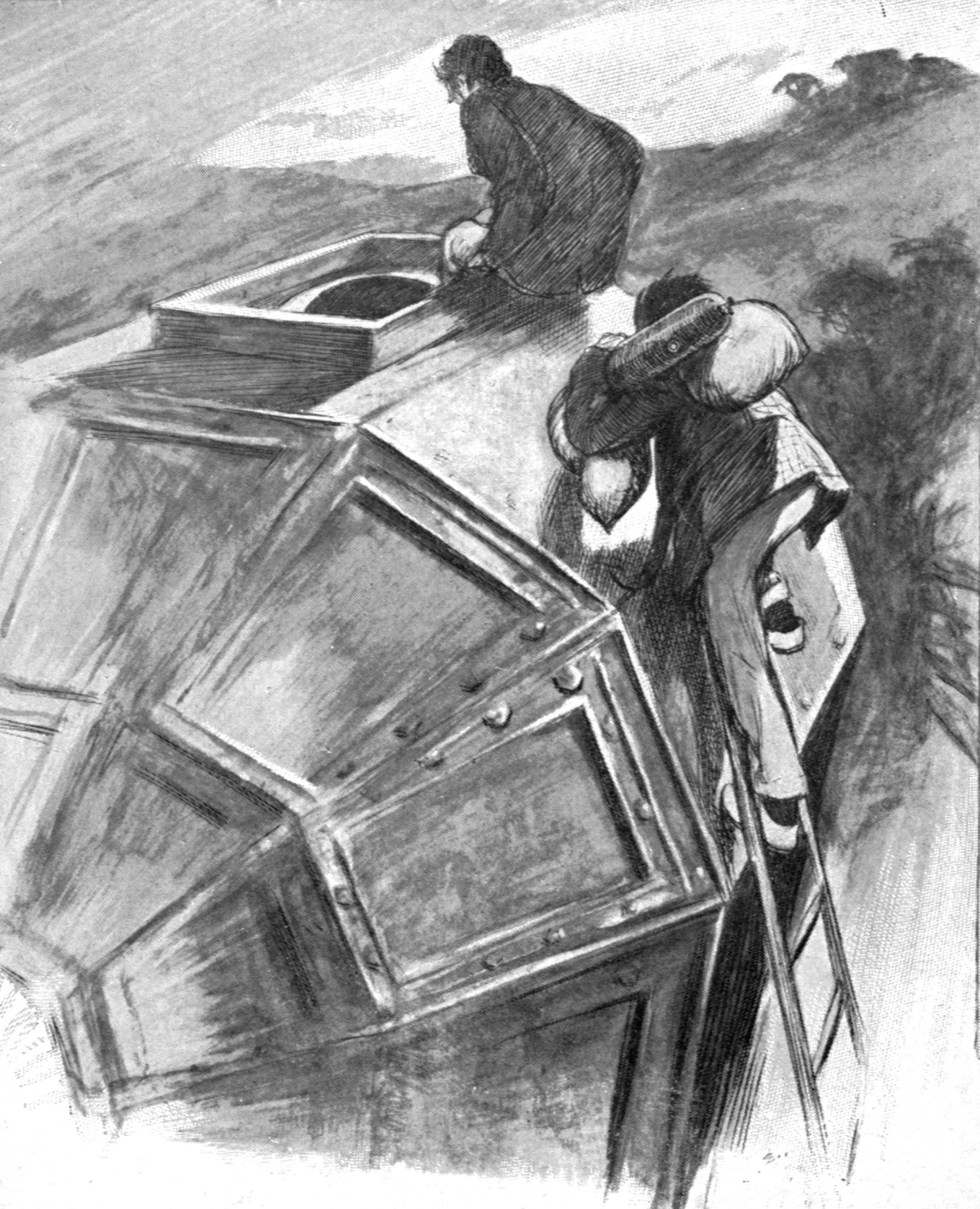
Illustration du vaisseau fonctionnant à la cavorite.

La cavorite est un matériau imaginaire conçu par H. G. Wells dans son roman Les Premiers Hommes dans la Lune, paru en 1901. Le mot est forgé d'après le héros du roman, Cavor.

## Précurseurs
H.G. Wells eut des précurseurs : Jonathan Swift (soutenant dès 1726 son île volante de Laputa par antigravitation, dans Les voyages de Gulliver) et George Tucker (d)  (Un voyage dans la Lune, 1827).

## Description
Une telle substance aurait la propriété singulière de se comporter comme un « écran à pesanteur », à la manière d'une cage de Faraday pour les ondes électromagnétiques. Elle serait donc opaque à la gravitation. Mais une brisure d’analogie interdit l'existence de ce matériau fabuleux. Il existe bien des corps opaques à la lumière (maints solides), aux ondes électromagnétiques (cages de Faraday), ou aux radiations ionisantes (plomb). Cependant, il semble impossible qu'il puisse exister un matériau opaque à la gravitation, car cela équivaudrait à une création paradoxale d’énergie ex nihilo, d’où un mouvement perpétuel. En plaçant un tel écran de cavorite sous la moitié d’une roue, celle-ci se mettrait aussitôt à tourner sans application d’une force extérieure, du seul fait de l’annulation de son poids apparent du côté masqué à la pesanteur par l’écran-miracle.

## Dans la culture populaire
- Le matériau et son inventeur apparaissent dans le premier tome de la bande dessinée britannique La Ligue des gentlemen extraordinaires (1999) d'Alan Moore[2].
- Il est aussi présent dans Princess Principal (série d'animation japonaise créée en 2017) sous forme de cristal vert stabilisé dans une solution et refroidi à l'eau. C'est la sphère utilisée par Ange tout au long de la série ainsi que dans d'autres applications et comme décoration à une inauguration (cristal gigantesque)[3].